# 莫斯科酒店 (貝爾格勒)

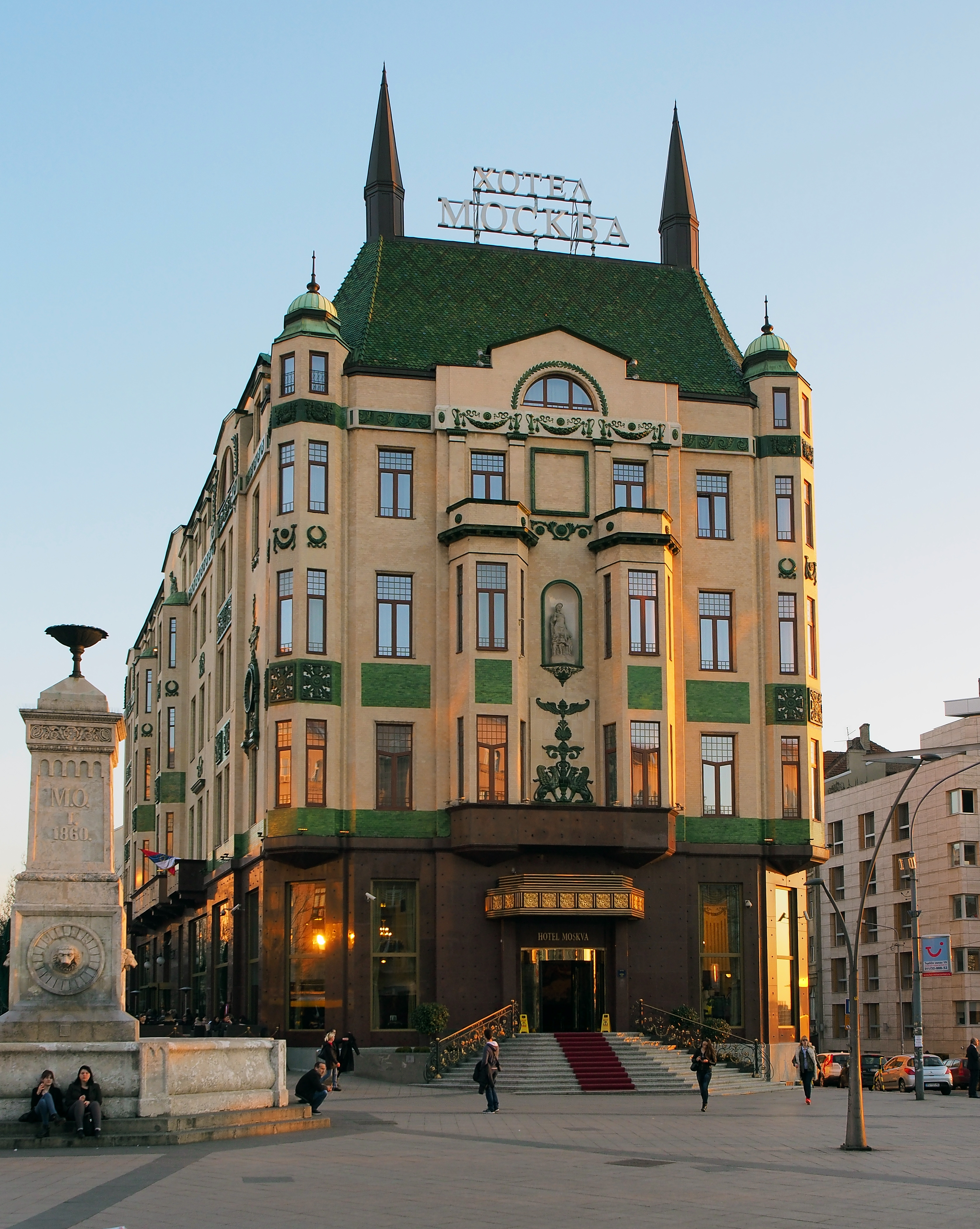
莫斯科酒店

莫斯科酒店是位於塞爾維亞首都貝爾格勒的一家四星級酒店，也是塞爾維亞歷史最久的酒店之一。莫斯科酒店是貝爾格勒的地標建築之一。

## 历史
莫斯科酒店開業於1908年1月14日，建設耗時約三年的時間，開業當時是塞爾維亞最大的私人建築。納粹德國在1941年入侵南斯拉夫王國後，該酒店成為蓋世太保的辦公場所。在二戰期間，該酒店擁有自己的發電機和供水系統。1968年開始，莫斯科酒店由南斯拉夫政府經營。2005年後，酒店重新私有化。現在莫斯科酒店有132個客房和6套公寓。酒店擁有兩家餐廳以及小吃店。除了外地遊客之外，許多貝爾格勒本地人也會光顧這裡。

## 外部連結
- Hotel Moskva Official Website （页面存档备份，存于）
- Hotel Moskva Official Facebook Page （页面存档备份，存于）
- Hotel Moskva （页面存档备份，存于）@TripAdvisor